# Fodor Izsó
Fodor Izsó, született Friedmann Izidor (Budapest, 1873. április 6. – Budapest, 1931. január 11.) hegedűművész, zenekari igazgató, tanár.

## Élete
Friedmann József szatócs és Rosenberg Johanna fia. 1889-ben elvégezte a Nemzeti Zenedét, majd az Operaház zenekari tagja lett. Miután Mészáros Imrét az intézmény igazgatójává választották, Fodor Izsót nevezték ki helyette másodhegedűsnek, s hamarosan szólamvezetővé lépett elő. 1914-ben a Filharmóniai Társaság igazgatója lett és ő szervezte meg az állatkerti filharmonikus hangversenyeket is. 1910-ben ő rendezte a keszthelyi Goldmark-ünnepet. A Zeneakadémia érdemes tanára volt. 1920-tól 1928 szeptemberi nyugalomba vonulásig az Operaház zenekari igazgatója volt. Sikeres hangversenyrendező irodát működtetett, melynek szervezésében a kor elismert énekesei és zenészei érkeztek Magyarországra és utaztak a hazaiak a világ különböző országaiba. 

## Családja
Házastársa Reich Irén (1875–1942) volt, Reich Mór és Brust Rozália lánya, akit 1899. július 15-én Budapesten, a Terézvárosban vett nőül.
Lánya Fodor Lívia (1900–?) volt, aki Neubauer Marcell vegyészmérnök felesége lett.